# Rounga (peuple)
Pour les articles homonymes, voir Rounga.
Les Roungas sont un groupe ethnique tchadien et soudanais et les Centrafricains établi au nord et nord-est de la centrafrique. 
Ils forment un peuple composite et d'apparition très récente. 

## Organisation
Il faut distinguer entre :
- les Roungas qui parlent arabe,parlent aussi Aiki,(Aiki-Ndang)
- les Roungas-Aiki qui parlent aiki (et souvent aussi arabe).

Malgré cette distinction linguistique, ils sont tous des rounga.